# ヘロド系
ヘロド系（ヘロドけい、Herod Sire Line）とは、1688年にイギリスに輸入されたバイアリーターク (Byerley Turk) を始祖とし、ヘロド (Herod) を経由するサラブレッドの父系である。エクリプス系やマッチェム系と共に三大父系の一つに数えられるが、縮小が激しくほとんど見ることが無い父系となっている。2025年時点では世界的にも障害競走馬などとして細々と残っている程度で、後は中小牧場などで少数の種付けを集めるのみという状態となっている。

## 歴史

### 18世紀
ヘロド系は1688年にイギリスに輸入されたバイアリータークを始祖とする。バイアリータークは、特段優れた種牡馬ではなかったが、孫の代にパートナーが出てその仔ターターにつながる父系を残した。当時はゴドルフィンアラビアンやダーレーアラビアンと比べてそれほど大きな父系では無く、クラブを出したオルコックアラビアンの父系と大差がなかった。
1768年にターターの仔として生まれたヘロド（キングヘロド）は、極めて優れた種牡馬であった。同時期のエクリプスをまるで相手にせず、イギリスで8度リーディングサイアーとなり、この父系を一気に大父系へと押し上げた。ヘロドの仔の中では、ハイフライヤー、フロリゼル、ウッドペッカーの3頭が父系を伸ばした。特にハイフライヤーはヘロドに匹敵する優れた種牡馬であり、イギリスで13回リーディングサイアーになった。その仔サーピーターティーズルも10回リーディングサイアーとなった。

### 19世紀
19世紀になってからも暫くはハイフライヤー　系の勢いが続いた。サーピーターティーズル産駒のウォルトン (競走馬)、更にその産駒のファントムはイギリスリーディングサイアーとなった。
1830年代に入るとハイフライヤー系の勢いに陰りが見られ、代わってウッドペッカーの子孫が優勢となった。サルタン、ベイミドルトンなどはこの時代に活躍した名種牡馬である。
この間、対抗するエクリプス系からタッチストンやストックウェルが出たが、ヘロド系も安定していた。1870年代になると再びハイフライヤー系が増加する傾向もみられた。1870年代の10年間に行われたイギリスクラシック50レースのうち、ウッドペッカー系3勝に対し、ハイフライヤー系は10勝している（残りはエクリプス系が37勝、マッチェム系0勝）。
しかし、この後エクリプス系のセントサイモンの登場もあり一気に減少した。イギリスでは1900年ごろまでにはハイフライヤー系もウッドペッカー系いずれもイギリスから消滅した。
イギリスではこうして消滅したが、サーピーターティーズルの系統ではサーポール→バッカーニアがドイツに輸出、ウッドペッカーの系統では、ベイミドルトンの仔ザフライングダッチマンやソーマンビーの仔アトランティックがフランスに輸出され、それぞれ輸出先で土着することで存続した。
一方、ヘロドの子孫は早期にアメリカにも輸出された。サルタン産駒のグレンコーはアメリカに輸出され、8回リーディングサイアーとなった。ヘロドの仔フロリゼルの産駒でダービー馬のダイオメドも高齢になってからアメリカ合衆国に輸出され、子孫にレキシントンが出た。
レキシントンはルコントとのマッチレースで知られた競走馬だが、種牡馬としてはアメリカで他に例を見ないほど成功した。ただし、南北戦争によってその父系は早期に大打撃を受けた。グレンコー系もレキシントン系も20世紀を待たずかなり小さくなった。

### 20世紀
19世紀末以降、ヘロド系は主にフランスで栄え、イギリスではすっかり衰えてしまった。アイルランドのエドワード・ケネディはこの状況を嘆き、ヘロド系を復興させる意図を持っていた。彼はフランスからアトランティックのひ孫ロアエロドを輸入し、ザテトラークを生産した。ザテトラークは20世紀初頭を代表するスピード馬で、ザテトラークやその仔テトラテマはイギリスリーディングサイアーにもなったが、牝馬嫌いという悪癖もあり大父系を形成することはできなかった。
アトランティックの子孫はその後衰えることになるが、ザフライングダッチマンの子孫はフランスでますます栄えた。1920年代にはクサールが仏ダービーなど多数の競走に勝利した。1928年にマルセル・ブサックはクサールを用いてトウルビヨンを生産した。このトウルビヨンが現在のヘロド系存続のキーホースとなった。
トウルビヨンは、生産者のマルセル・ブサックが種付けを自牧場の繁殖牝馬に限定しており、またジャージー規則によってイギリスではサラブレッドと認められなかった。しかしフランスで3度リーディングサイアーとなり、仔のジェベルも4度仏リーディングサイアーとなった。この系統はフランス、日本、オーストラリアなど各地で栄えた。しかし20世紀後半は大種牡馬の死と後継種牡馬の不在、ノーザンダンサー系の圧倒的繁栄などがあり、いずれの系統も苦境に陥っていく。

### 20世紀末から21世紀初頭
トウルビヨン系を除くヘロド系分枝の多くは断絶しており、ハイフライヤー（1774年）系は1980年代にソ連で、フロリゼル（1768年）- レキシントン系は1990年代にアメリカで、グレンコー（1831年）系は2000年代にアメリカで途絶えた。カストレル（1801年） - ロアエロド（1904年） - ザテトラーク系は2010年代にインドで途絶えたもようだが、ロイヤルキャノピーの分枝がアメリカで細々と残っている。
トウルビヨン系は、ジェベル（1937年）を経た系統のみが残っており、分枝としてはヒュールプス（1952年）、マイバブー（1945年）、クラリオン（1944年）らの末裔が残存する。ヒュールプス系、マイバブー系はウルグアイやオーストラリア、日本にいるマイナーな種牡馬によって構成されており、現役競走馬の頭数も極端に限られる。それぞれ、ヒュールプスはウルグアイのアドベター（ヒュールプス - ヒーゼン）、マイバブーは日本のギンザグリングラス（マイバブー - パーソロン）、オーストラリアのマスタープリント（マイバブー - ベターボーイ）らがいる。
現在のヘロド系主力となっているクラリオン系は、クレイロン（1952年）、ロレンザッチオ（1965年）を経たアホヌーラ（1975年）が成功し、現在でも主要国で一流馬を出せるポテンシャルを辛うじて維持している。短距離路線に強く、特に1980年代から2010年ごろにかけてイギリスの短距離路線で一定のニッチを占めていた。
アホヌーラ産駒の中で種牡馬として一定の成果を残したのは、インチナー（1990-2003年）、ドクターデヴィアス（1989年-2018年）、トパヌーラ（1987-2004年）、インディアンリッジ（1985-2006年）らである。うちインディアンリッジはイギリス・アイルランドの種牡馬ランキングでサドラーズウェルズに次ぐ2位となり、大種牡馬と言っていい成功を収めた。
しかし上記の種牡馬たちはほとんど後継種牡馬を残せず、成功と言っていいのは僅かにインディアンリッジ産駒のコンプトンプレイスのみだった。そして2015年にコンプトンプレイスが死亡すると父系の崩壊はさらに進んだ。僅かに出る活躍馬も去勢馬ばかりで、後継種牡馬とはなり得なかった。

### 2015年
イギリスで供用されていたヘロド系主力種牡馬のコンプトンプレイス、オーストラリアのマスタープリントがこの年に死亡した。また、ウルグアイのアドベターも、この年以降の産駒は確認できない。フランスで供用されていたリンガリが南アフリカに移動。イギリスではドゥーナデンが種牡馬入りし、97頭の繁殖牝馬を集めた。日本でも最後のヘロド系種牡馬となるギンザグリングラスが種牡馬入りし、3頭の交配機会を得た。
英愛日豪北米における2015年の種付け頭数は以下の通り
- Dunaden 97頭（英。供用初年度。メルボルンカップ等長距離G1を3勝）
- Notnowcato(en) 68頭（愛。ほぼ障害用）
- Masterprint 27頭（豪）
- Indian Haven(en) 6頭（英）
- Sleeping Indian 3頭（英）
- Legal Jousting 3頭（米）
- ギンザグリングラス 3頭（日）

### 2016年
アイルランドのノットナウケイトが障害用種牡馬として人気を博し、157頭の繁殖牝馬を集めた。イギリスのドゥーナデンも58頭集めている。なお、この年は世界でG1を1つも勝てなかった。

### 2017年
イギリスでパールシークレットが種牡馬入り、58頭の繁殖牝馬を集めた。また、フランスのダイヤモンドボーイの人気が急上昇し130頭の牝馬を集めた。ただし障害用種牡馬のため、牡の産駒は全て去勢されるため、サイアーラインを繋ぐには至っていない。G1勝利はオーストラリアのレッドカークウォリアー（セン馬）のみだった。
英愛日仏北米における2017年の種付け頭数は以下の通り
- ダイヤモンドボーイ（フランス）　130頭
- ノットナウケイト（アイルランド）　81頭
- パールシークレット（イギリス）　58頭
- ドゥーナデン（イギリス）　52頭
- オリエンター（イギリス）　8頭
- インディアンヘイヴン（イギリス）　5頭
- ギンザグリングラス（日本）　1頭
- リーガルジョスティング（カナダ）　1頭

### 2018年
イタリアで供用されていたドクターデヴィアスが死亡。ダイヤモンドボーイがアイルランドに移動した。これによりフランスのヘロド系はシェアがほぼ0となった。種付け数は、アイルランドのダイヤモンドボーイが236頭の種付け数を集めたほかは全体的に低調で、2位のパールシークレット（イギリス）が48頭、3番目に多かったのがドゥーナデン16頭（イギリス）だった。
G1勝利はオーストラリアのレッドカークウォリアー（セン馬）とウィルペイズ（セン馬）のみ。トルコのHep Beraberがトルコ二冠を達成。
英愛日北米における2018年の種付け頭数は以下の通り
- ダイヤモンドボーイ（アイルランド）　236頭
- パールシークレット（イギリス）　48頭
- ドゥーナデン（イギリス）　16頭
- オリエンター（イギリス）　12頭
- ギンザグリングラス（日本）　4頭
- インディアンヘイヴン（イギリス）　3頭

これ以外にも以下の馬が各国で供用されているが、大半は種付け数が数頭のマイナー種牡馬である。
- キャプテンチョップ（フランス）
- ブレイヴマンソニアン（フランス）
- カップロック（フランス）
- トータルギャラリー（インド）
- シフティングパワー（インド）
- スリーピングインディアン（チェコ）
- リンガリ（南アフリカ共和国）
- インペリアルストライド（南アフリカ共和国）

### 2019年
この年の3月にドゥーナデン、年度末にノットナウケイトが死亡。英愛日北米における2019年の種付け頭数は以下の通り
- ダイヤモンドボーイ（アイルランド） 221頭
- パールシークレット（イギリス） 53頭
- カップロック（フランス） 47頭
- キャプテンチョップ（フランス） 27頭
- ブレイヴマンソニアン（フランス） 16頭
- ノットナウケイト（アイルランド） 15頭
- ドゥーナデン（イギリス） 9頭
- オリエンター（イギリス） 9頭
- ギンザグリングラス（日本） 3頭
- インディアンヘイヴン（イギリス） 2頭
- T F Classic Twist （アメリカ） 1頭

### 2020年
新たに日本でクワイトファインがクラウドファンディングにより種牡馬入りした。
- パールシークレット（イギリス） 39頭
- カップロック（フランス） 26頭
- ブレイヴマンソニアン（フランス） 12頭
- オリエンター（イギリス） 8頭
- キャプテンチョップ（フランス） 8頭
- Rosendhal 7頭
- ギンザグリングラス（日本） 5頭
- Le Houssais 5頭
- クワイトファイン（日本） 2頭
- Final Row 1頭
- インディアンヘイヴン（イギリス） 1頭

### 2022年
- ダイヤモンドボーイ（アイルランド） 75頭
- ブレイヴマンソニアン（フランス） 30頭
- Lucky Team（フランス）19頭
- Luck Money（アルゼンチン） 13頭
- キャプテンチョップ（フランス） 12頭
- Comical（ウルグアイ） 11頭
- Hep Beraber（トルコ） 10頭
- インディアンヘイヴン（アイルランド） 5頭
- Le Rebel（フランス） 5頭
- リンガリ（南アフリカ共和国）4頭
- パールシークレット（アイルランド） 4頭
- クワイトファイン（日本） 4頭
- ギンザグリングラス（日本） 2頭
- Rosendhal（フランス） 2頭
- Sir Patchwork（ドイツ） 2頭
- Le Houssais（フランス） 2頭
- T F Classic Twist （アメリカ） 2頭
- Indian Point（ドイツ） 1頭
- Alibaba（ドイツ） 1頭
- Akenar（フランス） 1頭
- Turlock（デンマーク） 1頭
- El Chuleta（ウルグアイ） 1頭

### 2023年
この年の12月にギンザグリングラスが死亡。
- ダイヤモンドボーイ（アイルランド） 235頭
- ブレイヴマンソニアン（フランス） 13頭
- Luck Money（アルゼンチン） 12頭
- パールシークレット（アイルランド） 11頭
- Lucky Team（フランス）7頭
- Rosendhal（フランス） 7頭
- キャプテンチョップ（フランス） 6頭
- クワイトファイン（日本） 2頭
- Alibaba（ドイツ） 2頭
- インディアンヘイヴン（アイルランド） 2頭
- Akenar（フランス） 1頭

### 2025年
パールシークレットがアイルランドから日本に移動。

## サイアーライン
- Byerley Turk 1680
  - Jigg 1705
    - Partner 1718
      - Tartar 1743
        - Herod 1758　　　---↓ヘロド系
          - Florizel I 1768
            - Fidget 1783
              - Unnamed 1794

            - Diomed 1777　　　---↓ダイオメド系
              - Duroc 1806
                - American Eclipse 1814

              - Sir Archy 1802
                - Sir Solomon ? クォーターホース血統へ?
                - Timoleon 1814
                  - Boston 1833
                    - Lexington 1850　　　---↓レキシントン系
                      - Optimist 1857
                      - Pat Malloy 1865
                      - Gilroy 1862
                      - Colton 1857
                      - Preakness 1867
                      - Norfolk 1861
                        - Emperor of Norfolk 1885
                          - Americus 1892
                          - Cruzados 1899
                            - （6代略）　Conquering Elk 1987

            - Eager 1788

          - Woodpecker 1773　　　---↓ウッドペッカー系
            - Buzzard 1787
              - Castrel 1801
                - Bustard 1813
                  - Heron 1833
                    - Fisherman 1853

                - Merlin 1815
                  - Lamplighter 1823
                    - Phosphorus 1834

                - Pantaloon 1824
                  - The Libel 1842
                    - Traducer 1857
                      - Sir Modred 1877
                      - Cheviot 1879

                  - Windhound 1847
                    - Thornanby 1857
                      - Atlantic 1871
                        - Le Sancy 1884
                          - Le Sagittaire 1892
                          - Holocauste 1896
                          - Le Samaritain 1895
                            - Isard 1910
                              - Belfonds 1922

                            - Roi Herode 1904
                              - The Tetrarch 1911→Mumtaz Mahal 1921　---↓ザテトラーク系
                                - Polemarch 1918
                                  - *ヴイーノーピユロー 1934

                                - Salmon Trout 1921
                                  - King Salmon 1930

                                - Bacteriophage 1929
                                  - Teleferique 1934
                                    - Alizier 1947
                                      - Jet Stream 1957
                                        - Everyday 1967
                                          - Sir Bruce 1982

                                      - Guard's Tie 1954
                                      - *タパルク Tapalque 1965
                                        - アズユーライク 1979

                                - Tetratema 1917
                                  - *セフト Theft 1932 → エベレスト 1945、スウヰイスー 1949
                                    - ハヤタケ 1939
                                    - シーマー 1944
                                      - タカオー 1951
                                      - ダイナナホウシユウ 1961

                                    - クラツクセフト 1945
                                      - シユツロスベルガー 1962

                                    - タカクラヤマ 1947
                                      - ミトタカラ 1956　以下アングロアラブ
                                        - スマノダイドウ 1970　（ただし、父に異説あり）
                                          - マルケンダイドウ 1977
                                            - アキヒロホマレ 1985

                                          - スマノヒット 1981
                                            - サンバコール 1995
                                            - サンクリント 2000

                                    - ウイザート 1947
                                    - イツセイ 1948
                                    - トキノミノル 1948
                                    - セフトワイ 1949
                                    - ボストニアン 1950

                                - Ethnarch 1922 →Eclair 1930、Infra Red 1936

                              - Royal Canopy 1914 →Miss Hazelwood 1919
                                - Purple Shade 1921
                                  - ハクコウ 1929
                                    - ゼーアドラー 1936
                                    - ツガル 1940

                                - Kentucky II 1924
                                - Bonne Nuit 1934
                                  - New Twist 1955
                                    - Good Twist 1960
                                      - Good News Joe 1969
                                        - Last News 1994

                                    - Chilly Twist 1969
                                      - Chilly Ice 1974
                                        - Triple Twist 1997
                                          - T F Classic Twist 2011

                                        - Chilly's Iced Gem 1999

              - Selim 1802
                - Langar 1817
                  - Epirus 1834
                    - Pyrrhus the First 1843

                - Sultan 1816
                  - Glencoe 1831→Pocahontas 1837　　---↓グレンコー系
                    - Pryor 1852
                    - Vandal 1850
                      - Virgil 1864
                        - Hindoo 1878
                          - Hanover 1884
                            - Halma 1892
                            - Hamburg 1895→Artful 1902
                              - Burgomaster 1903

                            - Blackstock 1899
                              - Mentor 1906
                                - Wise Counsellor 1921

                        - Tremont 1884

                  - Bay Middleton 1833
                    - The Flying Dutchman 1846
                      - Dollar 1860
                        - Upas 1883
                          - Omnium 1892

                        - Androcles 1870
                          - Cambyse 1884
                            - Callistrate 1890
                              - Gost 1898
                                - Badajoz 1907
                                  - Épinard 1920

                            - Gradefeu 1895
                              - Chouberski 1902
                                - Bruleur 1910
                                  - Ksar 1918
                                    - Tourbillon 1928　　　---→トウルビヨン系へ
                                    - Thor 1930

                                  - Madrigal 1923
                                    - L 'Oriflamme 1930
                                      - Licencioso 1941

          - Highflyer 1774　　---→ハイフライヤー系へ